# Howard D. Graves

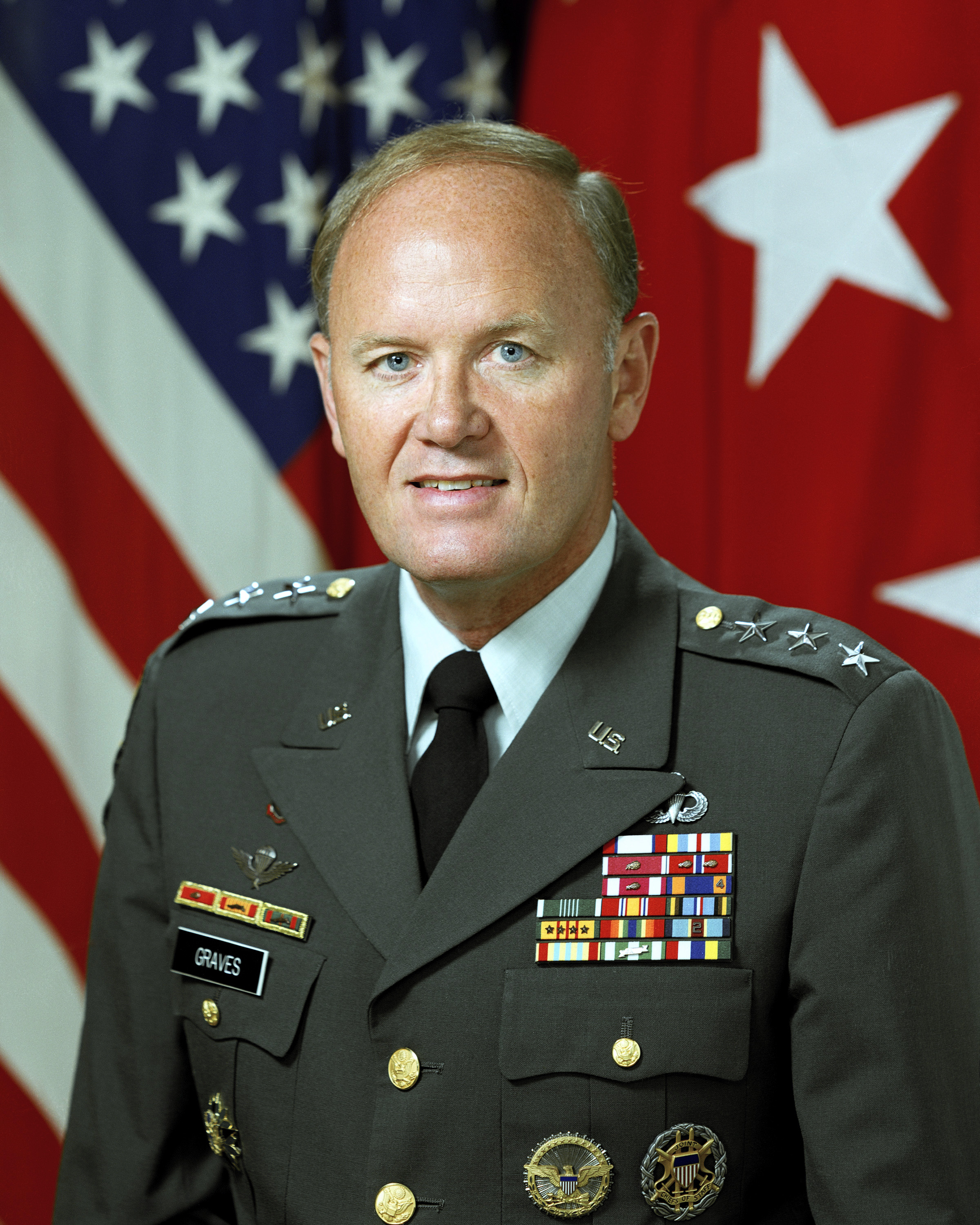
Howard D. Graves (1989)

Howard Dwayne Graves (* 15. August 1939 in Roaring Springs, Motley County, Texas; † 13. September 2003 in College Station, Texas) war ein Generalleutnant der United States Army. Er war unter anderem als Superintendent Leiter der Militärakademie West Point.
Howard Graves wuchs in Amarillo auf, wo er die öffentlichen Schulen besuchte. Im Jahr 1957 absolvierte er die dortige Highschool. Anschließend durchlief er zwischen 1957 und 1961 die Militärakademie in West Point. Nach seiner Graduation im Jahr 1961 wurde er als Leutnant dem United States Army Corps of Engineers zugewiesen. In der Armee durchlief er anschließend alle Offiziersränge vom Leutnant bis zum Drei-Sterne-General. Die ersten drei Jahre nach seinem Abschluss in West Point studierte er als Leutnant der Armee nach einem Rhodes-Stipendium an der University of Oxford in England.
Nach seiner Rückkehr aus England erhielt Howard Graves verschiedene Posten in der Armee. Er wurde als Pionieroffizier (Engineer) der 82nd Airborne Division zugewiesen. Während der amerikanischen Intervention in der Dominikanischen Republik im Jahr 1965 kommandierte Graves eine Pionierkompanie. In den Jahren 1968 und 1969 war er auch als Stabsoffizier im Vietnamkrieg eingesetzt. 1970 kehrte er an die Akademie in West Point zurück, wo er als Professor unter anderem das Fach Internationale Beziehungen unterrichtete. Ab 1974 gehörte Graves zum militärischen Beraterstab von Verteidigungsminister James R. Schlesinger. Zwischen 1976 und 1978 kommandierte er das in Deutschland stationierte 54th Engineer Battalion. Darauf folgte eine Weiterbildung am United States Army War College. Es folgte seine Ernennung zum Kommandeur der 20th Engineer Brigade. Im Jahr 1982 wurde er der 1. Infanterie-Division zugewiesen, wo er als Assistant Division Commander dem  Führungsstab der Division angehörte. Mitte der 1980er Jahre bekleidete er verschiedene Generalstabsposten in Washington, D.C.
Zwischen dem 1. Oktober 1987 und dem 7. Juli 1989 leitete Graves als Nachfolger von Generalmajor James E. Thompson Jr. das United States Army War College. Danach gehörte er als Assistent des Vorsitzenden dem Stab der Joint Chiefs of Staff an. Zwischen 1992 und 1996 bekleidete der inzwischen zum Generalleutnant beförderte Howard Graves sein letztes militärisches Kommando als 54. Leiter der Militärakademie in West Point. In dieser Funktion löste er Dave Richard Palmer ab. Diesen Posten hatte er bis 1996 inne, anschließend schied Graves aus dem aktiven Militärdienst aus.
Nach seiner Militärzeit wurde Howard Graves einer der Direktoren der Harry-Guggenheim-Stiftung. Von 1999 bis kurz vor seinem Tod im Jahr 2003 leitete er den Universitätsverbund Texas A&M University System. Während seiner Amtszeit schlossen sich drei weitere Universitäten dem Verbund an. Graves war mit Gracie Newman verheiratet, mit der er einen Sohn und eine Tochter hatte. Er starb am 13. September 2003 an den Folgen einer Krebserkrankung und wurde auf dem Friedhof von West Point beigesetzt.

## Orden und Auszeichnungen
Generalleutnant Graves erhielt im Lauf seiner militärischen Laufbahn unter anderem folgende Auszeichnungen:
- Defense Distinguished Service Medal
- Army Distinguished Service Medal (2-Mal)
- Defense Superior Service Medal
- National Defense Service Medal
- Legion of Merit (2-Mal)
- Bronze Star Medal (3-Mal)
- Air Medal (4-Mal)
- Meritorious Service Medal (2-Mal)
- Meritorious Unit Commendation
- Gallantry Cross (Südvietnam)
- Civil Actions Medal (Südvietnam)
- Vietnam Service Medal (Südvietnam)
- Armed Forces Expeditionary Medal
- Army Service Ribbon
- Army Overseas Service Ribbon
- Inter-American Defense Board Medal
- Armed Forces Honor Medal (Südvietnam)
- Vietnam Campaign Medal (Südvietnam)